# Fatih Tekke
Fatih Tekke, né le 9 septembre 1977 à Trabzon, est un footballeur turc jouant au poste d'attaquant reconverti entraineur.
Il a plusieurs sélections en équipe nationale à son actif.

## Biographie
Footballeur international formé dans le club de Trabzonspor, il passe l'essentiel de sa carrière dans son club formateur comme attaquant central et capitaine de l'équipe avant d'être transféré au Zénith Saint-Pétersbourg en 2006. Il est alors le plus gros transfert du championnat russe avec un montant s'élevant à 7,5 millions de dollars. 
Il est le meilleur buteur du championnat turc lors de la saison 2005-2006 avec 31 buts marqués sur 34 matchs malgré une blessure sur pied droit dont il est victime. Marquant essentiellement de la tête, cette blessure ne l'empêche pas en fait de jouer comme titulaire ni de faire une excellente saison.
Le 14 mai 2008, il remporte la Coupe de l'UEFA avec le Zénith Saint-Pétersbourg en battant les Glasgow Rangers 2 à 0 pendant le temps réglementaire. Il est sur le 1er but l'un des acteurs principaux à la préparation de l'action et sur le second but le passeur décisif à la suite d'un débordement. Le 29 août 2008, il remporte la Supercoupe de l'UEFA avec le Zénith Saint-Pétersbourg en battant le Manchester United 2 buts à 1.
En Turquie le surnom de « Fatih Sultan Tekke » lui est attribué à la suite de la forte impression qu'il suscite avec ses performances. Ce surnom fait allusion au sultan Fatih Sultan Mehmet.
En 2010 Fatih signe un contrat de 1 500 000 TL par an et 40 000 TL par matchs pour 2 ans avec le club de Beşiktaş. Beşiktaş paye 750 000 euros au club russe.

## Palmarès
- Vainqueur de la Coupe de l'UEFA en 2008 avec le Zénith Saint-Pétersbourg
- Champion de Russie en 2007 avec le Zénith Saint-Pétersbourg
- Vainqueur de la Supercoupe de l'UEFA en 2008 avec le Zénith Saint-Pétersbourg